# Notodden Fotballklubb 2018
Questa voce raccoglie le informazioni riguardanti il Notodden Fotballklubb nelle competizioni ufficiali della stagione 2018.

## Stagione
A seguito del 2º posto arrivato nella 2. divisjon 2017 ed alla conseguente promozione maturata dopo gli spareggi contro Raufoss prima e Fredrikstad poi, nella stagione 2018 il Notodden avrebbe partecipato alla 1. divisjon ed al Norgesmesterskapet. Il 20 dicembre 2017 sono stati compilati i calendari per il campionato: alla 1ª giornata, il Notodden avrebbe ospitato il Levanger all'Idrettsparken.
Il 28 marzo 2018, Steffen Jenssen è stato scelto come capitano in vista della nuova stagione.

## Rosa
| N. |                        | Ruolo | Calciatore             |
| -- | ---------------------- | ----- | ---------------------- |
| 1  | Svezia (bandiera)      | P     | Jonathan Johansson     |
| 2  | Norvegia (bandiera)    | D     | Even Parkstad Johansen |
| 3  | Spagna (bandiera)      | D     | Jeffrey Pérez          |
| 4  | Norvegia (bandiera)    | D     | Martin Strange         |
| 5  | Norvegia (bandiera)    | D     | Steffen Jenssen        |
| 6  | Inghilterra (bandiera) | D     | Michael Ledger         |
| 8  | Norvegia (bandiera)    | C     | Henrik Gustavsen       |
| 9  | Norvegia (bandiera)    | A     | Martin Brekke          |
| 10 | Norvegia (bandiera)    | A     | Erik Midtgarden        |
| 11 | Norvegia (bandiera)    | C     | Martin Holmen          |
| 12 | Norvegia (bandiera)    | P     | Espen Vasby            |
| 14 | Svezia (bandiera)      | D     | Jonathan Asp           |

| N. |                        | Ruolo | Calciatore              |
| -- | ---------------------- | ----- | ----------------------- |
| 15 | Portogallo (bandiera)  | C     | Filipe Ferreira         |
| 18 | Inghilterra (bandiera) | D     | Josh Robson             |
| 19 | Norvegia (bandiera)    | A     | Andreas Hoven           |
| 20 | Norvegia (bandiera)    | A     | Amani Mbedule           |
| 21 | Norvegia (bandiera)    | D     | Kjetil Holand Tøsse     |
| 22 | Norvegia (bandiera)    | A     | André Bakke             |
| 23 | Paesi Bassi (bandiera) | C     | Gaston Salasiwa         |
| 25 | Norvegia (bandiera)    | P     | Kim Bjørkesett          |
| 26 | Norvegia (bandiera)    | C     | Akinbola Akinyemi       |
| 27 | Norvegia (bandiera)    | A     | Erlend Hustad           |
| –– | Paesi Bassi (bandiera) | D     | Calvin Mac-Intosch      |
| –– | Norvegia (bandiera)    | C     | Mathias Berg Gjerstrøm] |

## Calciomercato

### Sessione invernale(dal 12/01 al 04/04)
| Arrivi | Arrivi            | Arrivi       | Arrivi     |
| R.     | Nome              | da           | Modalità   |
| ------ | ----------------- | ------------ | ---------- |
| D      | Jonathan Asp      |              | svincolato |
| D      | Michael Ledger    | Sunderland   | definitivo |
| D      | Josh Robson       | Sunderland   | prestito   |
| C      | Akinbola Akinyemi |              | svincolato |
| C      | Filipe Ferreira   |              | svincolato |
| A      | Andreas Hoven     | Strømsgodset | prestito   |
| A      | Amani Mbedule     | Sarpsborg 08 | prestito   |

| Partenze         | Partenze             | Partenze     | Partenze      |
| R.               | Nome                 | a            | Modalità      |
| ---------------- | -------------------- | ------------ | ------------- |
| P                | Konrad Kapusta       |              | svincolato    |
| D                | Filip Almström Tähti |              | svincolato    |
| C                | Eric Kitolano        |              | svincolato    |
| Altre operazioni |                      |              |               |
| R.               | Nome                 | da           | Modalità      |
| A                | Amani Mbedule        | Sarpsborg 08 | fine prestito |

### Sessione estiva(dal 19/07 al 15/08)
| Arrivi | Arrivi                 | Arrivi       | Arrivi     |
| R.     | Nome                   | da           | Modalità   |
| ------ | ---------------------- | ------------ | ---------- |
| D      | Calvin Mac-Intosch     |              | svincolato |
| C      | Mathias Berg Gjerstrøm | Strømsgodset | prestito   |
| C      | Gaston Salasiwa        |              | svincolato |

| Partenze | Partenze          | Partenze     | Partenze      |
| R.       | Nome              | a            | Modalità      |
| -------- | ----------------- | ------------ | ------------- |
| C        | Akinbola Akinyemi | Sandnes Ulf  | definitivo    |
| A        | Andreas Hoven     | Strømsgodset | fine prestito |

## Risultati

### 1. divisjon

#### Girone di andata
| Arbitro: | Hauge (Bergen) |

|                |           |           |
| Midtgarden 67’ | Marcatori | 45’ Wrele |

| Arbitro: | Moen (Oslo) |

|              |           |                                |
| Abubakar 45’ | Marcatori | 19’, 22’ Midtgarden 44’ Hustad |

## Statistiche

### Statistiche di squadra
| Competizione       | Punti | In casa | In casa | In casa | In casa | In casa | In casa | In trasferta | In trasferta | In trasferta | In trasferta | In trasferta | In trasferta | Totale | Totale | Totale | Totale | Totale | Totale | DR |
| Competizione       | Punti | G       | V       | N       | P       | Gf      | Gs      | G            | V            | N            | P            | Gf           | Gs           | G      | V      | N      | P      | Gf     | Gs     | DR |
| ------------------ | ----- | ------- | ------- | ------- | ------- | ------- | ------- | ------------ | ------------ | ------------ | ------------ | ------------ | ------------ | ------ | ------ | ------ | ------ | ------ | ------ | -- |
| 1. divisjon        | 0     | 0       | 0       | 0       | 0       | 0       | 0       | 0            | 0            | 0            | 0            | 0            | 0            | 0      | 0      | 0      | 0      | 0      | 0      | 0  |
| Norgesmesterskapet | -     | 0       | 0       | 0       | 0       | 0       | 0       | 0            | 0            | 0            | 0            | 0            | 0            | 0      | 0      | 0      | 0      | 0      | 0      | 0  |
| Totale             | -     | 0       | 0       | 0       | 0       | 0       | 0       | 0            | 0            | 0            | 0            | 0            | 0            | 0      | 0      | 0      | 0      | 0      | 0      | 0  |

### Andamento in campionato
| Giornata  | 1 | 2 | 3 | 4 | 5 | 6 | 7 | 8 | 9 | 10 | 11 | 12 | 13 | 14 | 15 | 16 | 17 | 18 | 19 | 20 | 21 | 22 | 23 | 24 | 25 | 26 | 27 | 28 | 29 | 30 |
| --------- | - | - | - | - | - | - | - | - | - | -- | -- | -- | -- | -- | -- | -- | -- | -- | -- | -- | -- | -- | -- | -- | -- | -- | -- | -- | -- | -- |
| Luogo     | C | T | C | T | C | T | C | T | T | C  | T  | C  | C  | T  | C  | T  | C  | T  | C  | T  | C  | T  | C  | T  | C  | T  | C  | T  | C  | T  |
| Risultato | N | V |   |   |   |   |   |   |   |    |    |    |    |    |    |    |    |    |    |    |    |    |    |    |    |    |    |    |    |    |
| Posizione |   |   |   |   |   |   |   |   |   |    |    |    |    |    |    |    |    |    |    |    |    |    |    |    |    |    |    |    |    |    |

Fonte:  OBOS-ligaen 2018, su altomfotball.no, Altomfotball.
Legenda:

Luogo: C = Casa; T = Trasferta. Risultato: V = Vittoria; N = Pareggio; P = Sconfitta.

### Statistiche dei giocatori
| Giocatore            | 1. divisjon | 1. divisjon | 1. divisjon | 1. divisjon | Norgesmesterskapet | Norgesmesterskapet | Norgesmesterskapet | Norgesmesterskapet | Coppe europee | Coppe europee | Coppe europee | Coppe europee | Altre coppe | Altre coppe | Altre coppe | Altre coppe | Totale   | Totale | Totale      | Totale     |
| Giocatore            | Presenze    | Reti        | Ammonizioni | Espulsioni  | Presenze           | Reti               | Ammonizioni        | Espulsioni         | Presenze      | Reti          | Ammonizioni   | Espulsioni    | Presenze    | Reti        | Ammonizioni | Espulsioni  | Presenze | Reti   | Ammonizioni | Espulsioni |
| -------------------- | ----------- | ----------- | ----------- | ----------- | ------------------ | ------------------ | ------------------ | ------------------ | ------------- | ------------- | ------------- | ------------- | ----------- | ----------- | ----------- | ----------- | -------- | ------ | ----------- | ---------- |
| A. Akinyemi          | 0           | 0           | 0           | 0           | 0                  | 0                  | 0                  | 0                  |               |               |               |               |             |             |             |             | 0        | 0      | 0           | 0          |
| J. Asp               | 0           | 0           | 0           | 0           | 0                  | 0                  | 0                  | 0                  |               |               |               |               |             |             |             |             | 0        | 0      | 0           | 0          |
| A. Bakke             | 0           | 0           | 0           | 0           | 0                  | 0                  | 0                  | 0                  |               |               |               |               |             |             |             |             | 0        | 0      | 0           | 0          |
| M. Berg Gjerstrøm    | 0           | 0           | 0           | 0           | -                  | -                  | -                  | -                  |               |               |               |               |             |             |             |             | 0        | 0      | 0           | 0          |
| K. Bjørkesett        | 0           | -0          | 0           | 0           | 0                  | -0                 | 0                  | 0                  |               |               |               |               |             |             |             |             | 0        | 0      | 0           | 0          |
| M. Brekke            | 0           | 0           | 0           | 0           | 0                  | 0                  | 0                  | 0                  |               |               |               |               |             |             |             |             | 0        | 0      | 0           | 0          |
| F. Ferreira          | 0           | 0           | 0           | 0           | 0                  | 0                  | 0                  | 0                  |               |               |               |               |             |             |             |             | 0        | 0      | 0           | 0          |
| H. Gustavsen         | 0           | 0           | 0           | 0           | 0                  | 0                  | 0                  | 0                  |               |               |               |               |             |             |             |             | 0        | 0      | 0           | 0          |
| K. Holand Tøsse      | 0           | 0           | 0           | 0           | 0                  | 0                  | 0                  | 0                  |               |               |               |               |             |             |             |             | 0        | 0      | 0           | 0          |
| M. Holmen            | 0           | 0           | 0           | 0           | 0                  | 0                  | 0                  | 0                  |               |               |               |               |             |             |             |             | 0        | 0      | 0           | 0          |
| A. Hoven             | 0           | 0           | 0           | 0           | 0                  | 0                  | 0                  | 0                  |               |               |               |               |             |             |             |             | 0        | 0      | 0           | 0          |
| E. Hustad            | 0           | 0           | 0           | 0           | 0                  | 0                  | 0                  | 0                  |               |               |               |               |             |             |             |             | 0        | 0      | 0           | 0          |
| S. Jenssen           | 0           | -0          | 0           | 0           | 0                  | -0                 | 0                  | 0                  |               |               |               |               |             |             |             |             | 0        | 0      | 0           | 0          |
| J. Johansson         | 0           | -0          | 0           | 0           | 0                  | -0                 | 0                  | 0                  |               |               |               |               |             |             |             |             | 0        | 0      | 0           | 0          |
| M. Ledger            | 0           | 0           | 0           | 0           | 0                  | 0                  | 0                  | 0                  |               |               |               |               |             |             |             |             | 0        | 0      | 0           | 0          |
| C. Mac-Intosch       | 0           | 0           | 0           | 0           | -                  | -                  | -                  | -                  |               |               |               |               |             |             |             |             | 0        | 0      | 0           | 0          |
| A. Mbedule           | 0           | 0           | 0           | 0           | 0                  | 0                  | 0                  | 0                  |               |               |               |               |             |             |             |             | 0        | 0      | 0           | 0          |
| E. Midtgarden        | 0           | 0           | 0           | 0           | 0                  | 0                  | 0                  | 0                  |               |               |               |               |             |             |             |             | 0        | 0      | 0           | 0          |
| E. Parkstad Johansen | 0           | 0           | 0           | 0           | 0                  | 0                  | 0                  | 0                  |               |               |               |               |             |             |             |             | 0        | 0      | 0           | 0          |
| J. Pérez             | 0           | 0           | 0           | 0           | 0                  | 0                  | 0                  | 0                  |               |               |               |               |             |             |             |             | 0        | 0      | 0           | 0          |
| J. Robson            | 0           | 0           | 0           | 0           | 0                  | 0                  | 0                  | 0                  |               |               |               |               |             |             |             |             | 0        | 0      | 0           | 0          |
| G. Salasiwa          | 0           | 0           | 0           | 0           | -                  | -                  | -                  | -                  |               |               |               |               |             |             |             |             | 0        | 0      | 0           | 0          |
| M. Strange           | 0           | 0           | 0           | 0           | 0                  | 0                  | 0                  | 0                  |               |               |               |               |             |             |             |             | 0        | 0      | 0           | 0          |
| E. Vasby             | 0           | -0          | 0           | 0           | 0                  | -0                 | 0                  | 0                  |               |               |               |               |             |             |             |             | 0        | 0      | 0           | 0          |